# Яни Капу (буксир)
Яни́ Капу́ (крим. Yañı Qapı, Нова Брама, А947, до 2018 — U947, раніше Красноперекопськ) — рейдовий буксир ВМСУ.

## Історія

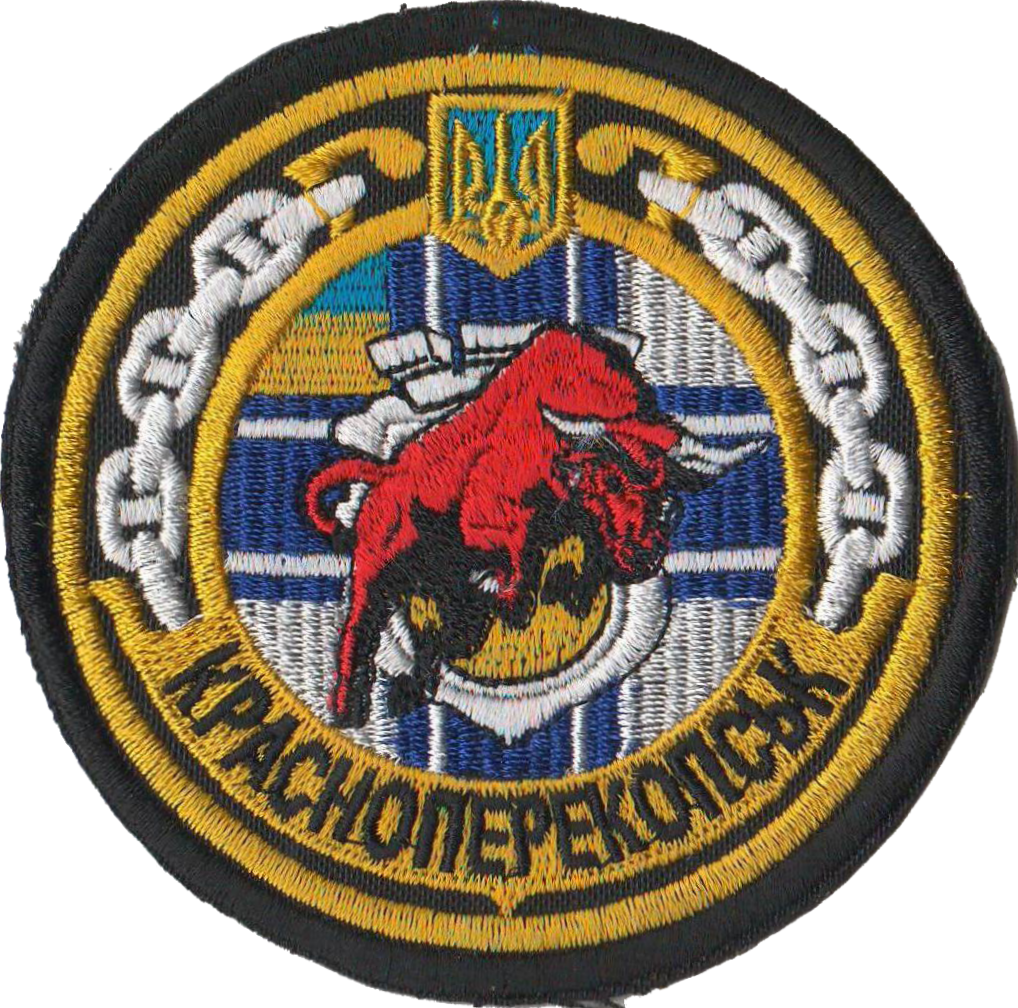
Нарукавний знак Красноперекопська

Рейдовий буксир РБ-308 проєкту 498 був побудований у 1974 році.
Входив до складу 171-ї групи ДМРСЗ та базувався на Кримській ВМБ (оз.Донузлав).
Після розподілу Чорноморського флоту СРСР увійшов до складу ВМС ЗС України та отримав назву «Красноперекопськ» (U947).
Під час окупації Криму був захоплений російськими військами. Повернутий Україні 20 травня 2014 року.
Протягом 2015—2016 років проходив ремонт на підприємстві Судноверф «Україна» в Одесі.
Під час декомунізації отримав назву «Яни Капу» (кримськотатарською «Нові Ворота»).

### Таран буксиру біля Керченської протоки
25 листопада 2018 року кораблі українського флоту у складі двох малих броньованих артилерійських катерів «Бердянськ» і «Нікополь» та рейдового буксира «Яни Капу» здійснювали плановий перехід з порту Одеси до порту Маріуполь Азовського моря та зазнали агресивних дій з боку російських кораблів.
Українська сторона заздалегідь проінформувала відповідно до міжнародних норм з метою забезпечення безпеки судноплавства. Проте, всупереч Конвенції ООН з морського права та Договору між Україною та Російською Федерацією про співробітництво у використанні Азовського моря та Керченської протоки, прикордонні кораблі РФ — прикордонні катери типу «Соболь», пскр «Дон», катери типу «Мангуст», мпк «Суздалец» здійснили відверто агресивні дії проти кораблів ВМС ЗС України. Прикордонний корабель «Дон» здійснив таран українського рейдового буксира, в результаті якого пошкоджено головний двигун корабля, обшивку та леєрне огородження, втрачено рятувальний плотик. Диспетчерська служба окупантів відмовляється забезпечити право свободи судноплавства, гарантоване міжнародними угодами. Українські кораблі захоплено російськими військовими та відбуксовано в порт окупованого міста Керч.

### Повернення з російського полону та відновлення
До 19 червня 2019 року катери «Бердянськ» та «Нікополь» відбуксировано від причалу в Керчі у невідомому напрямку. Між 19 та 25 червня звідти ж відбуксировано і рейдового буксира «Яни Капу». Пізніше обидва катери та буксир повернуто.
18 листопада 2019 був повернений Росією Україні поблизу мису Тарханкут у відкритому морі. Відбуксирований до Очакова 20 листопада 2019 року.
ВМС ЗС України самостійно провели ремонт та відновили рейдовий буксир «Яни Капу» після повернення корабля з російського полону.
Екіпаж отримав шефську допомогу від фонду «Астем Фаундейшн». Серед переданого особовому складу майна від волонтерів — інструменти, пральна машина, холодильник, бойлер, принтер та інше. Відновлений буксир повернувся на свою базу в Одесу.
В другій половині 2020 року здійснено доковий ремонт на підприємстві "Виробничо-комерційна фірма «ТОС», під час якого було проведено очищення, дефектування та заміна пошкоджених ділянок корпусу і палуби, з подальшим їх фарбуванням, ремонт донно-заборної апаратури, рульового та якірного пристроїв, електрообладнання,  внутрішніх приміщень та інші.
Також пройшли ремонт і системи головного двигуна, які включають:
- Чистка, дефектація газоходу ПрБ Ду-200. Ремонт газоходу ПрБ за результатами дефектації — 1 к-т.
- Дефектація паливних насосів ГДГД. Ремонт за результатами дефектування — 2 од.
- Ремонт клапанів паливоперекачуючої системи Ду-25 — 2 од.
- Встановлення датчиків температури на ГДГД ПрБ, ЛБ — 2 к-ти.
- Ремонт клапанів пожежної системи Ду-65- 10 од.
- Ремонт компресорів КВД- М — 2 к-ти.
- Проведення ТО-2 балонів ПВТ — 4 од.

З ремонту буксир вийшов 25 грудня 2020 року.
1 квітня 2021 року буксир завів на ремонт ракетний катер «Прилуки» до акваторії Миколаївського суднобудівного заводу.

## Тактико-технічні характеристики
- Водотоннажність: 303 тонни
- Довжина: 29,3 метра
- Ширина: 8,3 метра
- Осадка: 3,09 метрів
- Швидкість повного ходу: 11,4 вузла
- Дальність плавання: 1650 миль при 11 вузлах
- Силова установка: 2 дизелі по 600 к. с., 2 вали
- Екіпаж: 6 осіб
- Озброєння: 2 кулемети ДШКМ

## Командири
- (2018) старшина I статті Мельничук Олег Михайлович[7]